# دون (ميزوري)
دون (بالإنجليزية: Dawn)‏ هي إحدى المجتمعات الفردية (غير مصنفة) في ولاية ميزوري في الولايات المتحدة الأمريكية.